# Fisarmonica cajun
Una fisarmonica cajun (in francese cajun: accordéon), anche nota come squeezebox, è una fisarmonica diatonica con una fila singola di bottoni, usata per suonare la musica cajun.

## Storia
Molte diverse fisarmoniche sono state sviluppate in Europa per tutto il XIX secolo ed esportate in tutto il mondo. Le fisarmoniche furono portate nell'Acadiana negli anni 1890 e divennero popolari all'inizio degli anni 1900 (un decennio), diventando alla fine un punto fermo della musica cajun.
Molte delle fabbriche tedesche che producevano fisarmoniche diatoniche per il mercato degli Stati Uniti furono distrutte durante la seconda guerra mondiale. Di conseguenza alcuni Cajun, come Sidney Brown, iniziarono a produrre i propri strumenti, basati sulle famose fisarmoniche tedesche a una fila, ma con modifiche per adattarsi alle sfumature dello stile di suono dei Cajun. Dalla fine della seconda guerra mondiale ci fu un'impennata nel numero di produttori di fisarmonica Cajun in Louisiana, così come nel Texas.

## Costruzione

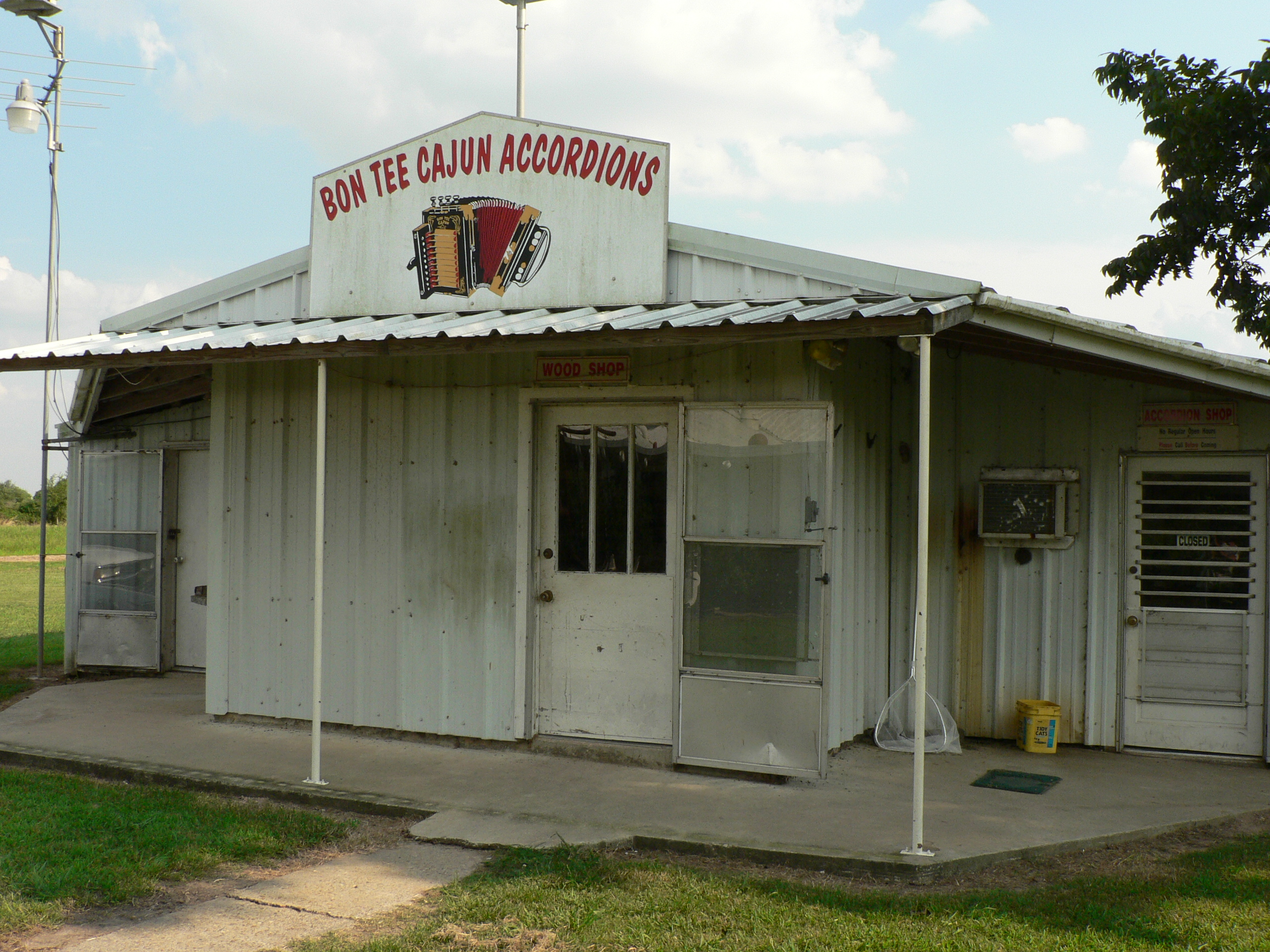
Shop in Iota, Louisiana where Larry Miller builds his Cajun accordions.

La fisarmonica Cajun è generalmente definita come una fisarmonica diatonica a singola fila, rispetto a strumenti a più file comunemente usati nella polka irlandese e italiana e in altri generi musicali. La fisarmonica Cajun ha più ance per ogni pulsante e il numero di ance che suona è controllato da quattro pulsanti o manopole. Il numero standard di pulsanti per la melodia è dieci, con due pulsanti sul lato sinistro: uno per la nota di basso e uno per l'accordo. La nota tonica e l'accordo maggiore del pulsante si attivano quando vengono premuti i mantici e la nota dominante e l'accordo maggiore quando vengono tirati (ad esempio, do maggiore e sol maggiore rispettivamente nella tonalità di do). Le fisarmoniche costruite in Louisiana sono generalmente costruite in piccoli negozi sul retro come il marchio Acadian di Marc Savoy e il marchio Bon Cajun di Larry Miller. Clarence "junior" Martin di Lafayette Louisiana è un Maestro Artigiano che costruisce anche fisarmoniche nel suo negozio.

## Caratteristiche
La sintonia più comune utilizzata è la chiave di do, sebbene anche la chiave di re sia relativamente comune. Alcune fisarmoniche più rare sono costruite nella chiave di si bemolle. Le fisarmoniche Cajun sono tradizionalmente sintonizzate sull'intonazione naturale.

## Interpreti importanti
Sebbene lo strumento sia chiamato fisarmonica Cajun, sia i musicisti zydeco che creoli suonano la fisarmonica Cajun rispettivamente con un suono zydeco e creolo. Ogni musicista che segue è considerato importante nell'aver influenzato la tecnica e l'immagine della fisarmonica.
- Nathan Abshire
- Alphonse "Bois Sec" Ardoin
- Amédé Ardoin
- Lee Benoit
- Jackie Caillier
- Boozoo Chavis
- Geno Delafose
- John Delafose
- Dewey Balfa
- Steve Riley
- Joe Falcon
- Iry LeJeune
- Aldus Roger
- Marc Savoy
- Jo-El Sonnier
- Wayne Toups
- Lawrence Walker

## Artigiani e ditte costruttrici
- Hohner (Germania)
- Andre Michot (Louisiana, Stati Uniti d'America)
- Larry Miller (Louisiana)
- Marc Savoy (Louisiana)
- Greg Mouton (Louisiana)

## Galleria d'immagini

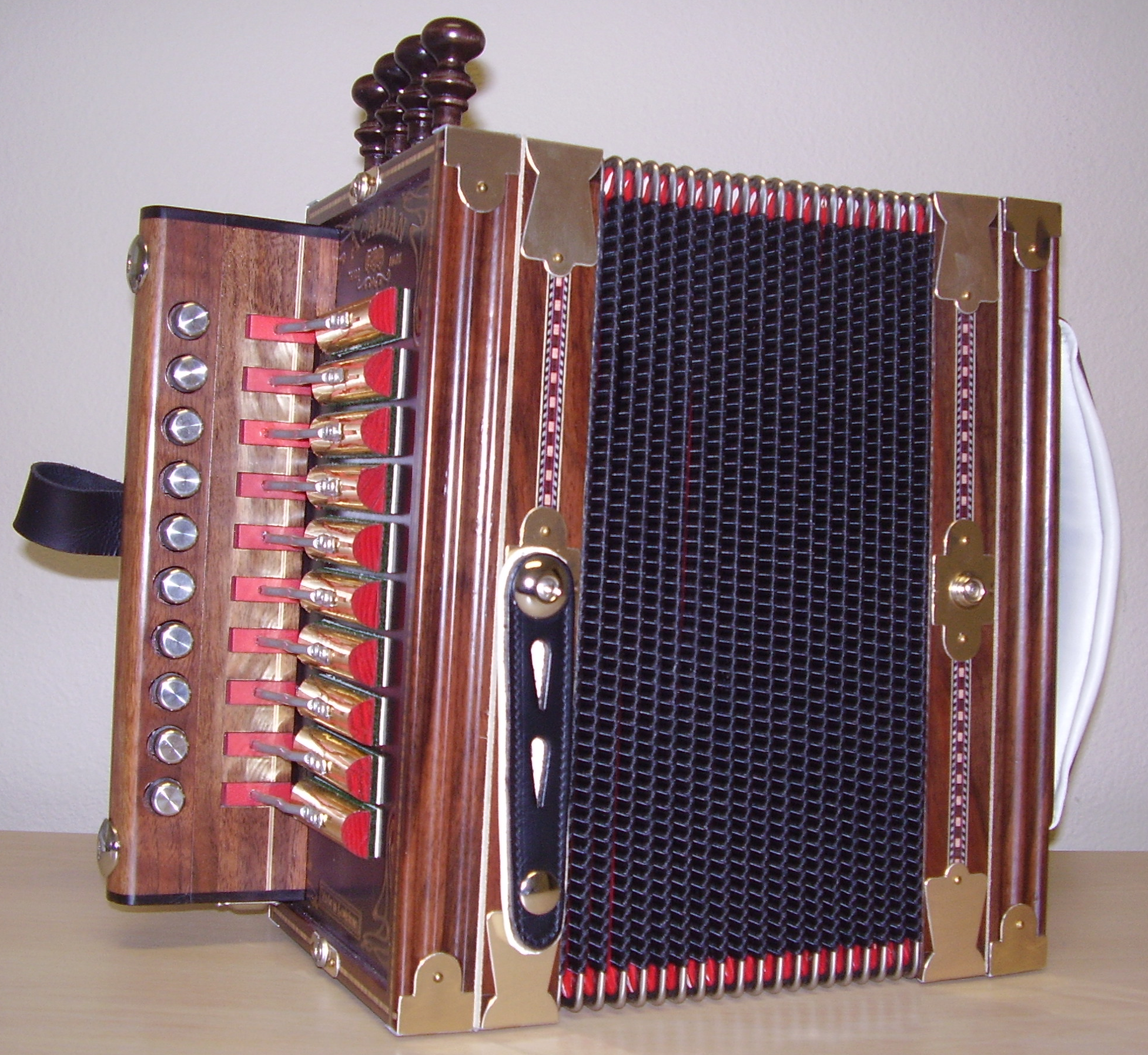
Fronte
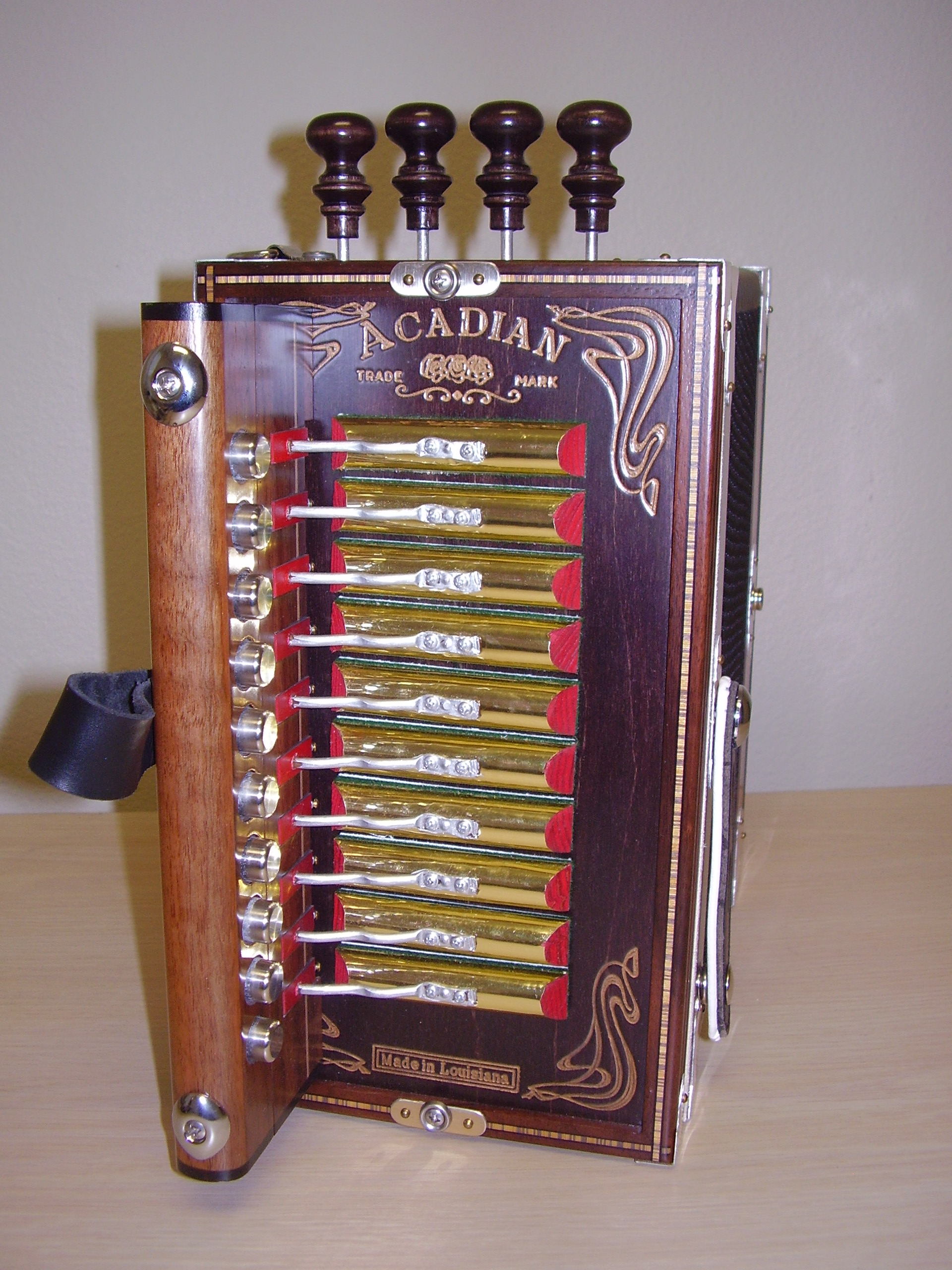
Tasti
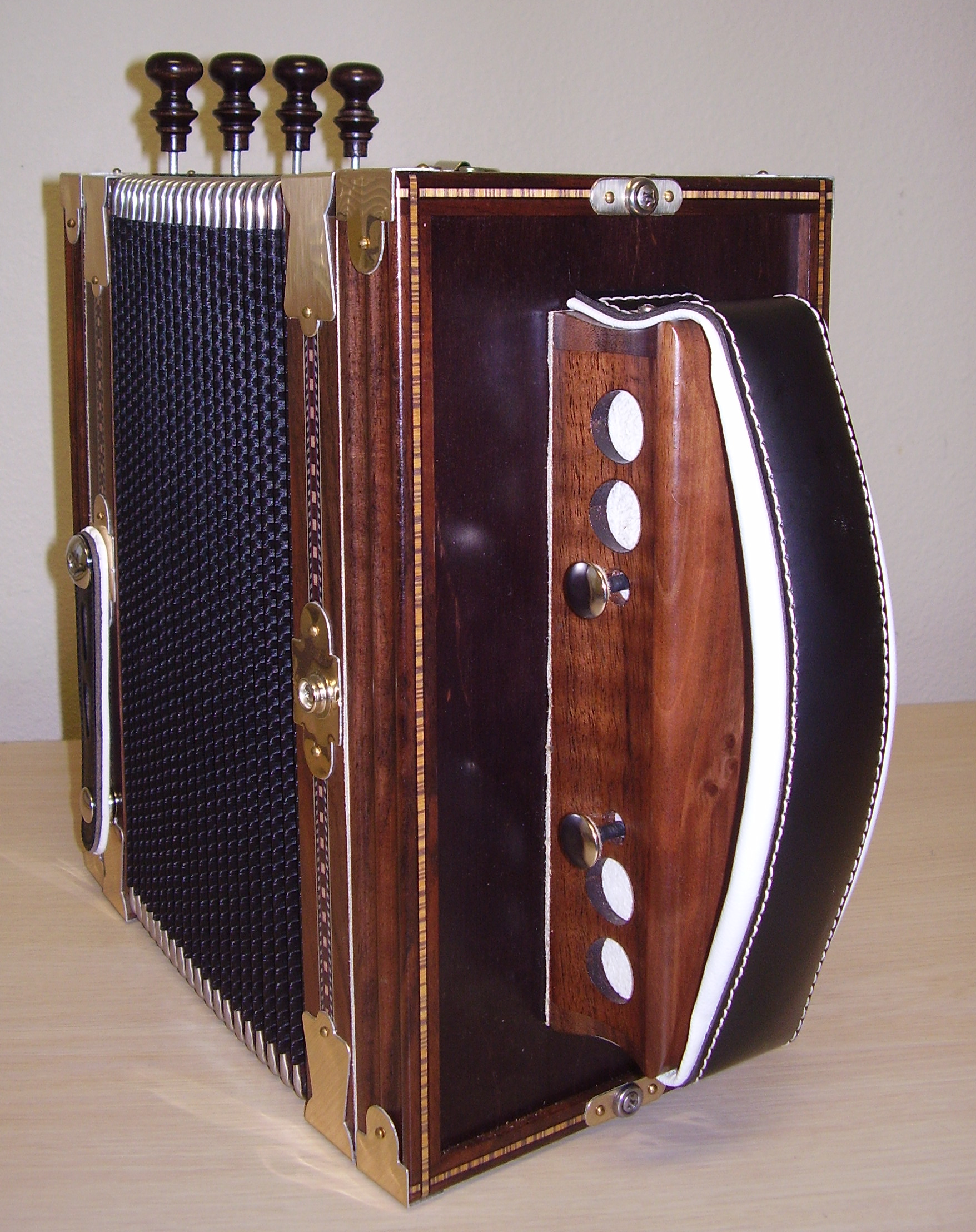
Il lato anteriore sinistro (lato dei bassi) di una fisarmonica Cajun
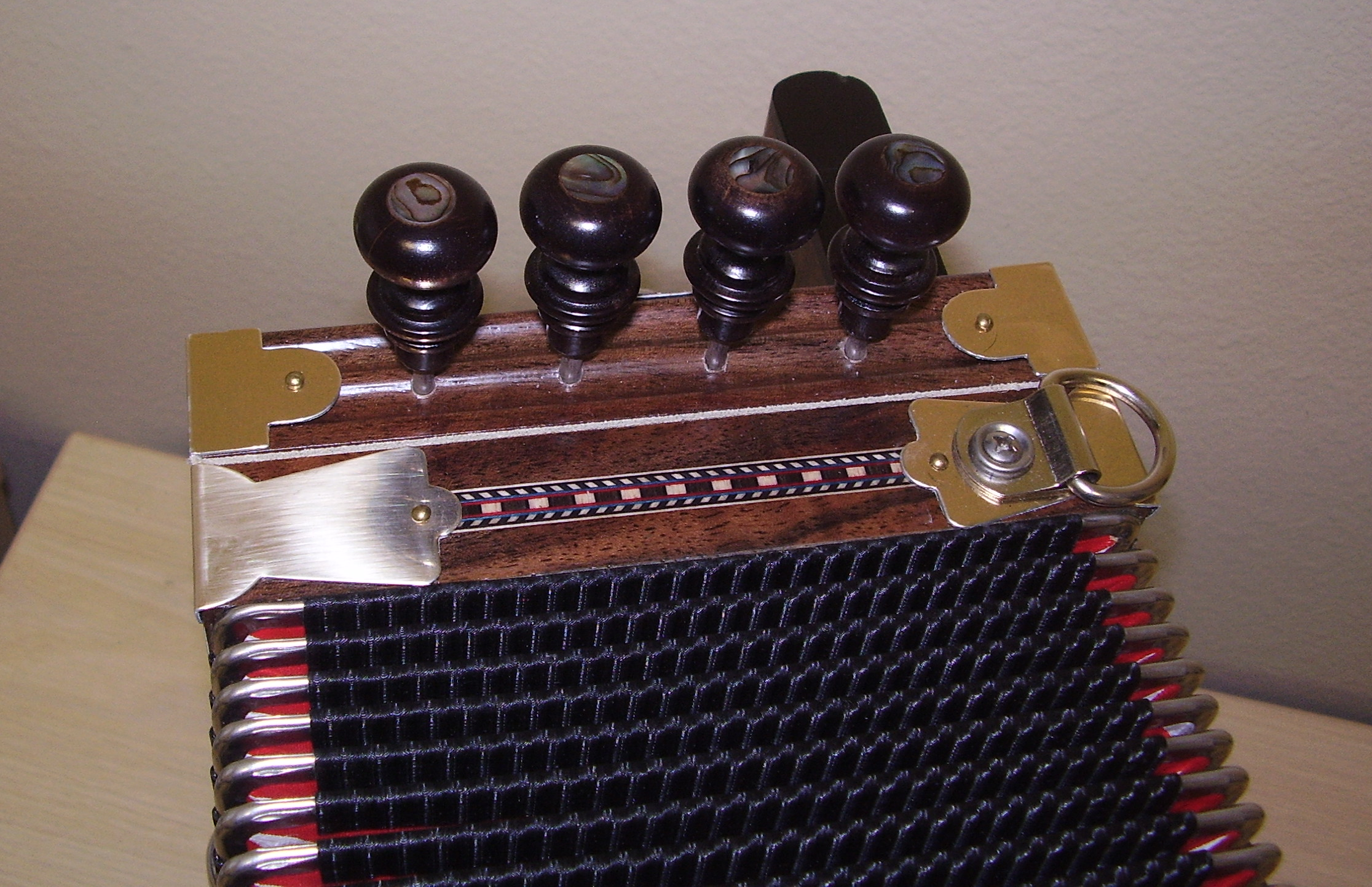
Le manopole o pulsanti di stop controllano il numero di ance che suonano
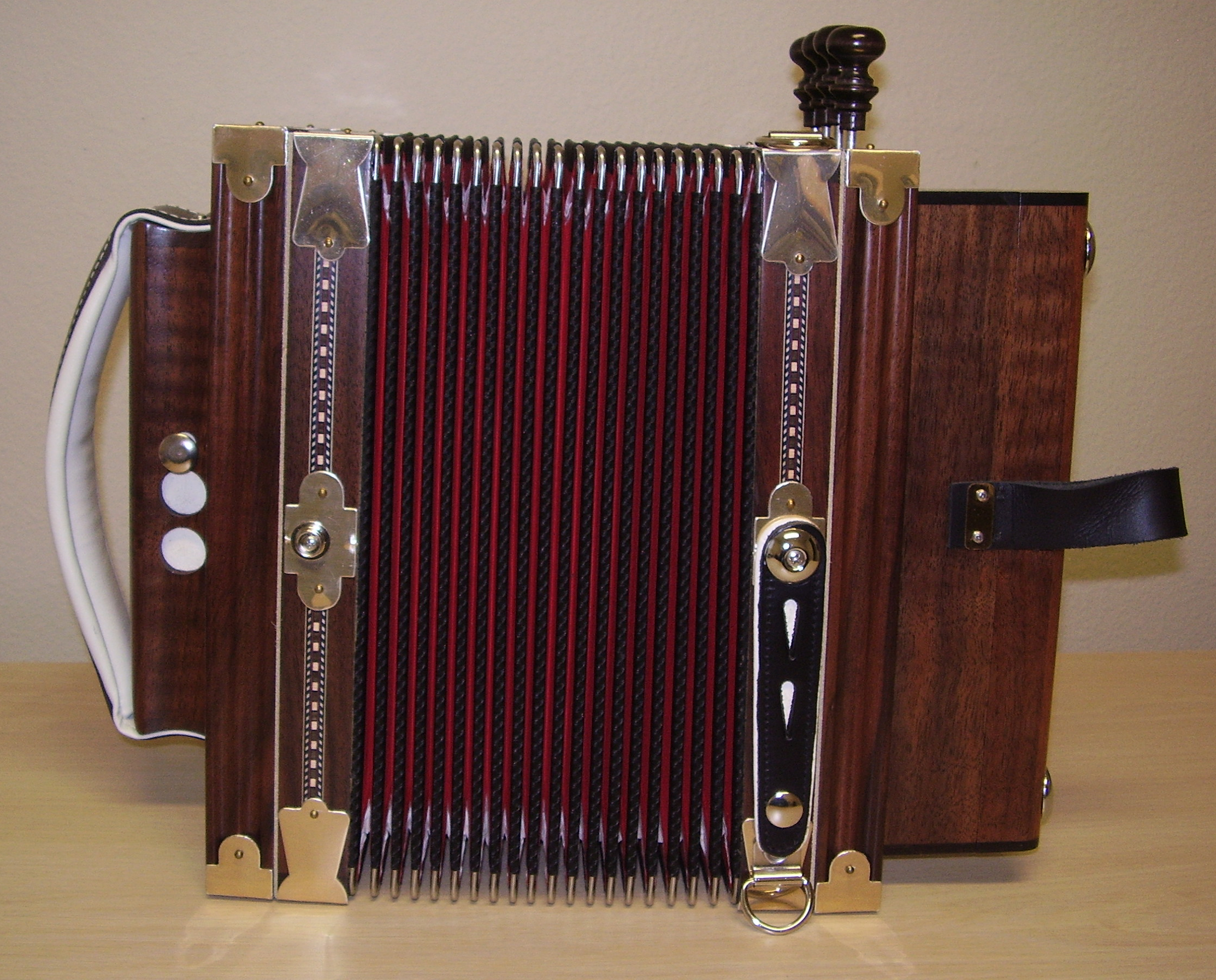
Il retro
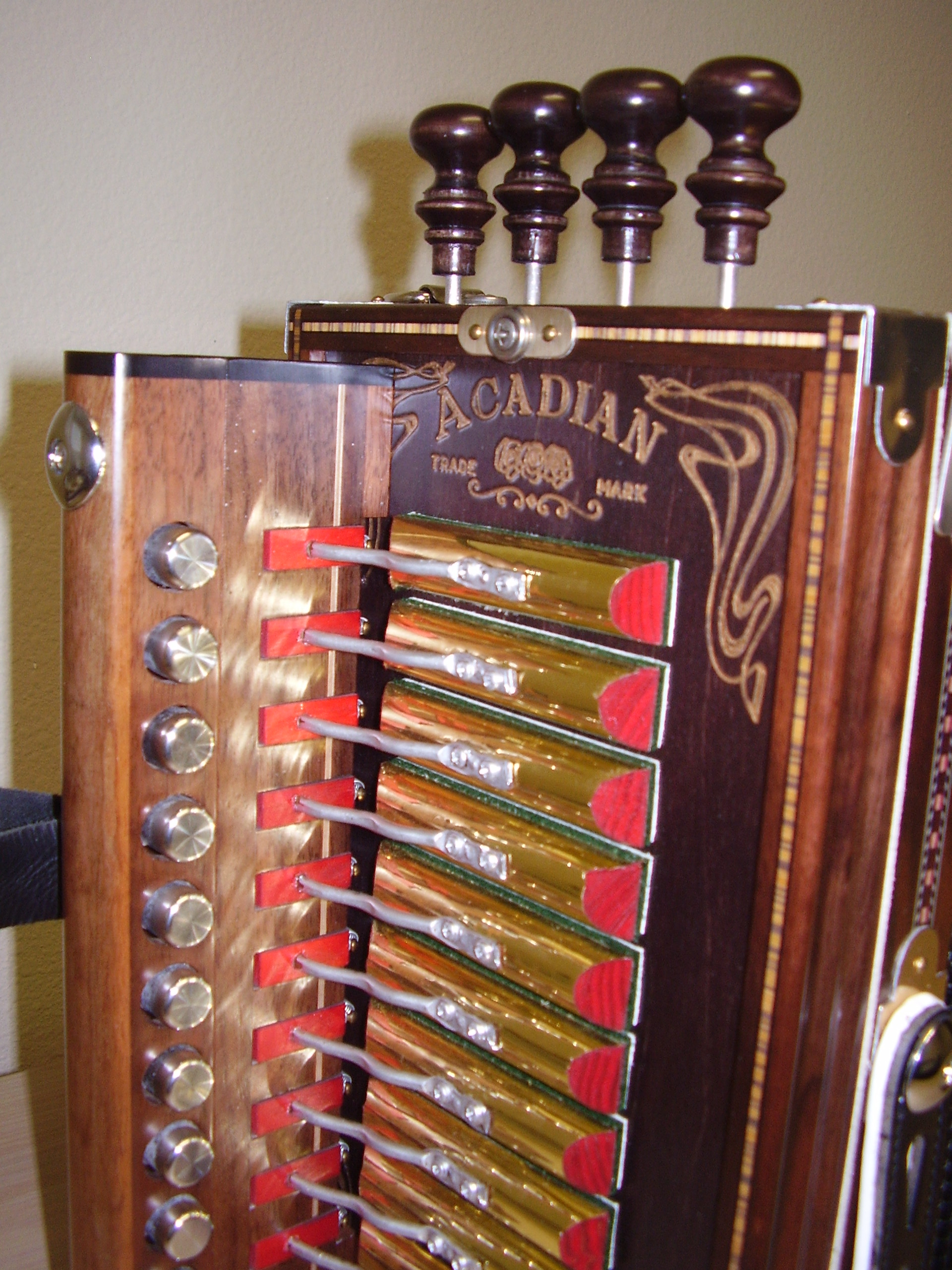
Un primo piano dei tasti